# Крест заслуг Военно-воздушных сил
Крест заслуг Военно-воздушных сил или Крест заслуг Воздушных сил (эст. Õhuväe teeneterist) — ведомственная награда Министерства обороны Эстонской Республики. Крест предназначается для награждения за образцовую и безупречную службу или работу в ВВС Эстонии, а также за развитие эстонской военной авиации и международное сотрудничество в этой сфере.

## Знаки Крестa заслуг
| Крест 1-й степени | Крест 2-й степени | Крест 3-й степени |
| ----------------- | ----------------- | ----------------- |
|                   |                   |                   |